# 古川隆
古川 隆（ふるかわ たかし、1958年（昭和33年）5月20日 - ）は、日本の実業家、広告学者、広報学者。

## 経歴
株式会社アーベーツェー(ABC)代表取締役。東洋大学理工学部都市環境デザイン学科講師。埼玉医科大学臨床研究審査委員会 委員。埼玉医科大学中央倫理審査委員会委員。
医療用医薬品のマーケティングに30年以上関わり、専門分野は製薬会社のマーケティング手法のひとつである「DTCマーケティング」。多くのDTCに関する研究発表がある。
2008年1月に現在の医薬品マーケティングのコンサルティング・ファームを設立した。日本広告学会正会員、日本商業学会正会員、日本医学ジャーナリスト協会正会員、疾患啓発（DTC）研究会名誉顧問、DTCソリューション協議会常任理事、自らDTC Schuleの主宰をしている。
その他、日墺文化協会、日本オペレッタ協会、日本クラリネット協会、日本ハンガリー友好協会会員、ウィーン気質舞踏会運営機構（WBO）代表理事でもある。
2018年9月より2022年6月まで月刊誌『MONTHLYミクス』にて「ウィーン音楽見聞録」の連載を持っていた音楽紀行ライターでもある。2022年7月より同誌では『“患者志向”製薬企業の新たなマーケティングステージを考える』の連載を持っている。 
2022年3月からは製薬業界内の若手中堅のためにDTCマーケティングの勉強会「DTCSchule」を立ち上げその主宰をしている。

## 専門分野DTCとのつながり
日本ではまだ言葉すら知られていなかったDTC(direct to consumer)と1998年に出会い、その後2001年より明治大学大学院経営学研究科にてDTCに関する研究に着手することとなった。そこでの研究実績として、DTCマーケティングが特に普及している米国の実情を踏まえ日本にそれを導入するときの問題点をまとめ上げている。またDTCマーケティングはIMC(統合型マーケティング･コミュニケーション)の有効条件をすべて満たすことから、その計画立案や推進にあたっては、IMCの理論枠組みによるマーケティング・コミュニケーション戦略を採用する必要があると説いている。さらに、日本で初のDTCに関する専門書である「DTCマーケティング」を2005年に発刊した。「臨床現場における患者からのブランド指定」というマーケティングとしてのDTCの役割を調査研究により2007年にまとめ上げている。DTCと出会って10年を経過した2009年にそれ時点での日本におけるDTCの状況を「医薬品と医療消費者の新しいコミュニケーション」という位置づけにまとめ上げた専門書の発行をした。またDTCマーケティングを行う上でWebの介在は不可欠となっているが早くからその重要性を喚起している。このように日本のDTCマーケティングの黎明期から20年に渡りこの分野を牽引しており、2018年1月には「DTCマーケティングを知る上で、本書は最良の羅針盤(書評:  明治大学経営学部 教授(経営学研究科兼担 大石 芳裕)」というべき書籍「日本におけるDTCマーケティングの歩みと未来(文眞堂)」を刊行した。2022年1月にはこれまでの書籍の集大成とも言える「DTCマーケティング　第3版」（文眞堂）を上梓し、改めてDTCマーケティングに関する最新の教科書を提供している。

## 来歴
- 1977年 新潟県立新井高等学校普通科卒業。
- 1981年 日本歯科大学附属歯科専門学校（現：日本歯科大学東京短期大学）歯科技工士科卒業。歯科技工士免許を受ける。
- 同年4月より歯科医院に勤務し、1986年2月 - 1988年2月まではベンチャー企業に籍を置いた。
- 1988年3月 - 2003年12月までは、株式会社スタンダード・マッキンタイヤ（現：株式会社マッキャンヘルスケアワールドワイドジャパン）、電通サドラー・アンド・ヘネシー株式会社、チャーチル・ジャパン株式会社などの外資系メディカルコミュニケーションズ数社で管理職を歴任。
- 2001年 産能大学（現 産業能率大学）経営情報学部経営情報学科卒業。在学中に上野陽一賞を受賞した。
- 2003年 明治大学大学院経営学研究科博士前期課程修了[21][22]。修士(経営学)(MBA)を受ける。
- 2004年1月から、医薬品マーケティング・コンサルタントとして活動。
- 2006年4月 淑徳大学国際コミュニケーション学部講師に就任。
- 2008年1月 株式会社ABC（アーベーツェー）を設立、代表取締役に就任。
- 2008年9月から、東京電機大学情報環境学部講師を兼務。
- 2010年4月から、日本大学法学部新聞学科講師を兼務。
- 2012年4月から、専修大学商学部講師を兼務。
- 2020年4月から、東洋大学理工学部都市環境デザイン学科講師を兼務。

## 人物
新潟県の新井市（現妙高市）に生まれて育ったが、高校1年生の6月に父親が病気で他界し、若くして人生の転機を迎える。医療従事者として生きることを決意したが、理想と現実のギャップに落胆し転職、ビジネスマンとしての人生を歩み出す。マーケティングの世界とは歯科医院から転職後のベンチャー企業で出会う。よく語るのは「私の誇れるのは、今までの人生で多くの良き師に出会ったことです」という言葉である。父の亡き後、恩師に励まされての人生だった。現在、様々な人生の教訓や経験を活かし、実業家の傍らで大学での教育に熱意を注いでいる。常に前向きに地道に努力を重ねるタイプ。

## 趣味
歯科医院から医薬専門の広告会社勤務時代は仕事一筋で趣味と呼べるものはなかったが、2005年から中学時代に吹いていたクラリネットを再開した。理由は映画『スウィングガールズ』を観て中学の吹奏楽部時代を思い出したからとのことである。中学1年の時に父親に買ってもらった古いクラリネットを大事に持っていて、再開当初はそれを吹いていた。
現在は、ドイツ・オーストリアクラリネット愛好会の「ホルツの会」に所属し、日本クラリネット協会の会員でもある。協会では常任理事も務めた。2008年8月には、パルテノン多摩で開催されたクラリネット・フェスティバル2008の協会ガラコンサートのスタッフ・アンサンブルにおいて日本国内のトップクラリネット奏者たちと共演している。2011年秋から2015年春までは室内オーケストラである「ろうさいの森アンサンブル」に所属し演奏会にも出演した。2013年暮れに指の怪我でクラリネットがうまく吹けなくなった後は、歌に転向し日墺文化協会ヴィナーリートの会などで、ヴィナーリートやオペレッタの歌曲に積極的に取り組んでいた。現在は怪我が治り、クラリネットに復帰している。
クラシック音楽全般が好きで、読売日本交響楽団、新国立劇場オペラ、東京シティ・フィルハーモニック管弦楽団、日本オペレッタ協会の会員にもなっている。若手の演奏家の支援にも熱心で、演奏会への支援や小さな演奏会やオペラにも足を運んでいる。
会社設立後は高校以来の乗馬も再開した。祖父が陸軍の野砲連隊将校で馬術にも長けていたことから小さい頃から馬には興味があったようだ。乗馬では「馬場馬術」を専攻している。

## 文芸活動
オーストリアの文化に興味を持つことからソシアルダンス、特にウィンナワルツに取り組み、舞踏会やダンスパーティにも参加している。ダンスはスタンダードもラテンも両方踊り、スタンダードはNDSL（日本ダンス技術検定機構）の最高位である「スーパーファイナル級」、ラテンは同じく「ファイナル級」を保有している。2023年10月にはJBDF（日本ボールルームダンス連盟）の会員となりアマチュアダンス指導員にも認定されている。
2014年2月と2018年2月にはウィーンで毎年開催される世界最高峰の国立歌劇場舞踏会に正式に参加している。他にもウィーンで開催されるさまざまな舞踏会に度々参加している。
2015年9月には、世界最大のオペレッタ・フェスティバルである「メルビッシュ湖上音楽祭」の日本公演時にルドルフ・ビーブル指揮によるヨハン・シュトラウス『こうもり』の第二幕、三幕に合唱団とともにエキストラ出演を果たした。
2019年は1869年（明治2年）に日本とオーストリア・ハンガリー二重君主国の間で結ばれた日墺修好通商航海条約からちょうど150周年を迎える年であった。それを記念し祝賀するために11月に開催された「日墺友好150周年記念舞踏会」の開催に参画し、実行委員を務め舞踏会を成功に導いた。
2023年11月にウィーンで開催されている舞踏会を日本にも普及させることを目的に「Wiener Blut Ball （ウィーン気質舞踏会）運営機構」を有志とともに設立、代表理事に就任した。2024年7月21日にワルツ王、ヨハン・シュトラウス二世の生誕200周年のプレ行事であるWiener Blut Ball （ウィーン気質舞踏会）2024を開催した。
2025年1月、ヨハン・シュトラウス二世生誕200周年に関連して、古川は2025年9月に主催するウィーン気質舞踏会について取材を受けた。この取材に基づき、古川の舞踏会開催に向けた取り組みが全国の多くの新聞に掲載された。

## 主な著書
- 『DTCマーケティング 医薬品と医療消費者の新しいコミュニケーション』（共著、日本評論社、2005年）ISBN 978-4535554429
- 『実践 医薬品マーケティング・コミュニケーション』（医薬経済社、2006年）ISBN 978-4902968101
- 『日本企業の国際化　グローバル・マーケティングへの道』（共著、文眞堂、2009年）ISBN 978-4-8309-4656-1
- 『新版DTCマーケティング　医薬品と医療消費者の新しいコミュニケーション』（日本評論社、2009年）ISBN 978-4-535-55599-0
- 『日本におけるDTCマーケティングの歩みと未来』（文眞堂、2018年）ISBN 978-4-830949746
- 『医薬品マーケティングにおける市場・売上予測と戦略策定』（技術情報協会、2019年）ISBN 9784861047404
- 『医薬DTCマーケティング〔第3版〕』（文真堂、2022年）ISBN 978-4-8309-5151-0

## 所属学会・協会・団体
- 日本商業学会 正会員
- 疾患啓発（DTC）研究会 名誉顧問
- DTCソリューション協議会 常任理事
- DTC SChule　主宰
- 日本広告学会　正会員
- 日本医学ジャーナリスト協会 正会員
- 日本クラリネット協会 会員
- 新潟県立新井高校同窓会東京支部 会員
- 明治大学校友会東京都西部支部 会員
- 日墺文化協会 会員
- 日本オペレッタ協会 会員
- 日本ハンガリー友好協会　会員
- ウィーン気質舞踏会運営機構（WBO）代表理事